# Gobiodon ceramensis
Gobiodon ceramensis är en fiskart som först beskrevs av Pieter Bleeker 1852.  Gobiodon ceramensis ingår i släktet Gobiodon och familjen smörbultsfiskar. Inga underarter finns listade i Catalogue of Life.